# 奈厄布拉勒 (內布拉斯加州)
奈厄布拉勒（英語：Niobrara）是位於美國內布拉斯加州諾克斯縣的村。

## 人口
根據2020年美國人口普查的數據，奈厄布拉勒的面積為1.89平方千米，皆為陸地。當地共有人口365人，而人口密度為每平方千米193人。